# 唐津千々賀山田インターチェンジ
唐津千々賀山田インターチェンジ（からつちちかやまだインターチェンジ）は、佐賀県唐津市にある西九州自動車道（唐津伊万里道路）のインターチェンジである。

## 道路
- E35 西九州自動車道（唐津伊万里道路）

## 接続する道路
- 佐賀県道320号千々賀神田線
- 国道202号（間接接続）

## 歴史
- 2012年2月24日 : インターチェンジ名を千々賀山田IC（仮称）から「唐津千々賀山田IC」で正式に決定
- 2012年3月24日 : 唐津IC - 唐津千々賀山田IC間開通に伴い供用開始
- 2013年3月23日 : 唐津千々賀山田IC - 北波多IC間開通

## 周辺
- 福山通運唐津営業所
- ヤマト運輸唐津営業所[1]

## 隣
E35 西九州自動車道（唐津伊万里道路）
唐津IC - 唐津千々賀山田IC - 北波多IC